# Nemapogon picarella
Nemapogon picarella is een vlinder uit de familie echte motten (Tineidae). De wetenschappelijke naam is voor het eerst geldig gepubliceerd in 1759 door Clerck.
De soort komt voor in Europa.